# Audio Units
Audio Units (AU) — формат аудиоплагинов в Mac OS X, разработанный для Core Audio. Некоторые программы, например Logic Pro, поддерживают исключительно формат AU, другие же, такие как Digital Performer или REAPER наряду с AU поддерживают и прочие форматы, вроде VST. Кроме того, формат AU используется в таких Mac-приложениях, как GarageBand, Soundtrack Pro, Final Cut Studio, Ardour и Ableton Live.

## Конкурирующие технологии
- Real Time AudioSuite от Digidesign
- LADSPA, DSSI и LV2 для Linux
- DirectX от Microsoft
- Virtual Studio Technology от Steinberg